# Szifon (barlangászat)

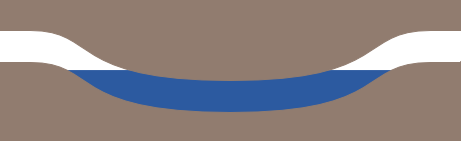
Szifon

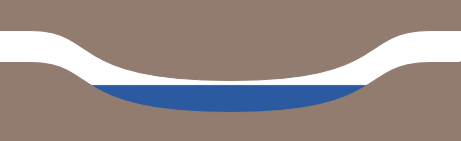
Úgynevezett fél-szifon: vízzel telt mélyedés, nagyon alacsony mennyezettel

Különböző szifonok vázlatos rajzai

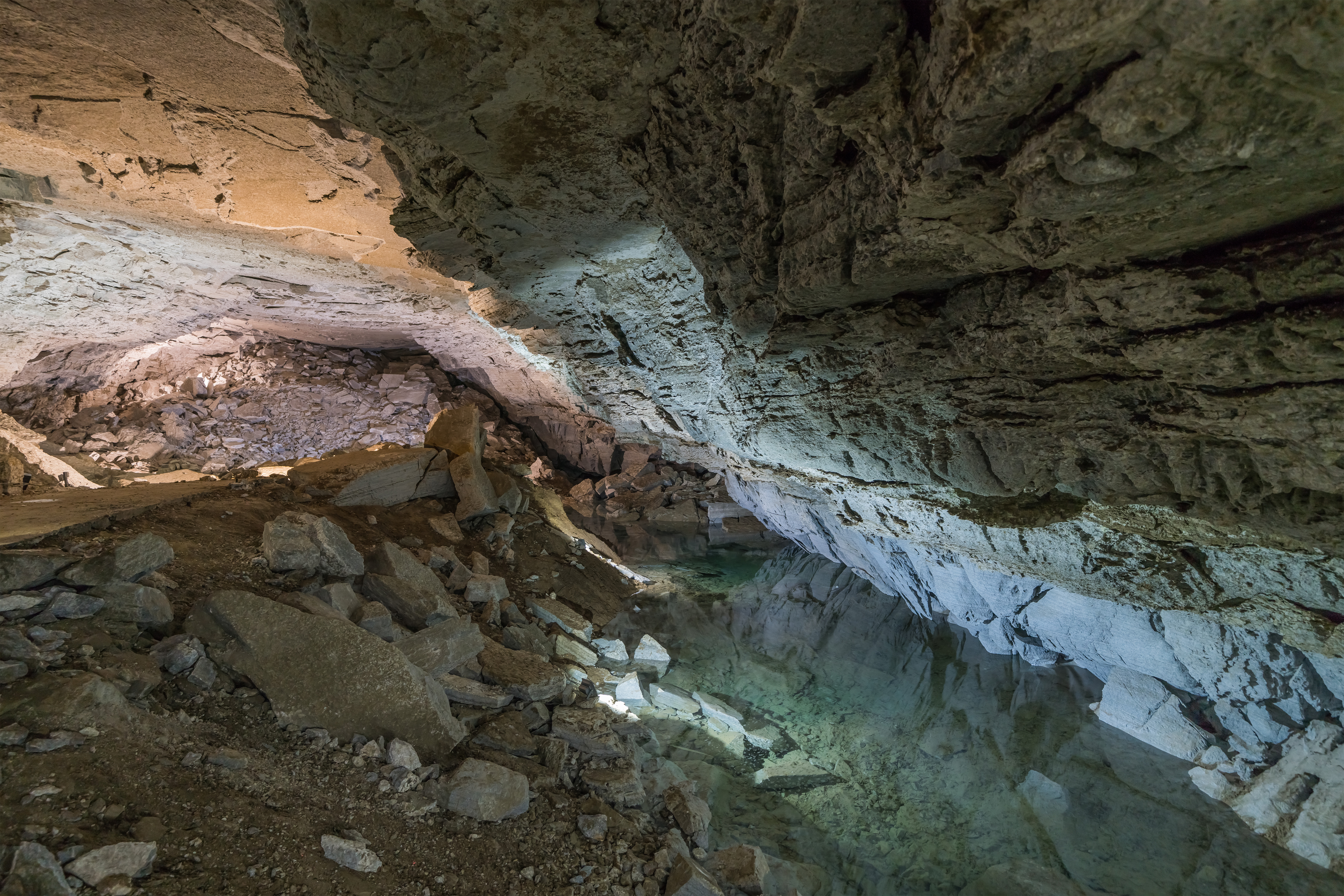
Egy szifon bejárata a kristálytiszta barlangi vízben

A szifon a barlangászatban olyan átjáró, ami állandóan vagy időszakosan víz alatt áll. Amennyiben a barlangi járat a víz alatt folytatódik, de nem ismeretes, hogy mögötte van-e újra levegőt tartalmazó járat, akkor zárószifon a neve.
A barlangkutatás legveszélyesebb terepei közé tartozik, a szifonokon történő áthaladás közvetlen életveszéllyel jár. A barlangi búvárkodás számos halálos áldozatot követelt. A thaiföldi Tham Luang-barlangi mentőakció során például több szűk, veszélyes szifonon keresztül kellett kimenteni az amatőr kiránduló csoportot, ami végül sikerült, de a barlangi búvár mentők egyike halálos balesetet szenvedett.